# Ян, Хельмут
Хельмут Ян (нем. Helmut Jahn; 4 января 1940[…], Цирндорф, Бавария — 8 мая 2021, Кемптон-Хиллс, Иллинойс) — немецкий и американский архитектор.

## Биография
Учился в Мюнхенском техническом университете и Иллинойсском технологическом институте. В 1967 г. устроился на работу в архитектурное бюро. Стиль Яна сложился под влиянием Миса ван дер Роэ и советских конструктивистов. Архитектор старается уделять внимание как функциональности, так и красоте своих зданий.
Среди работ Яна — стадионы, аэропорты и небоскрёбы. Берлинский «Сони-центр» приобрёл статус достопримечательности благодаря оригинальной конструкции перекрытия.

### Смерть
Ян погиб в ДТП 8 мая 2021 года в Кэмптон-Хиллз, штат Иллинойс, недалеко от его дома и конной фермы в Сент-Чарльзе, штат Иллинойс, пригороде, расположенном примерно в 40 милях к западу от Чикаго. Он был на своём велосипеде, когда в него врезалась машина.

## Постройки
- 1974 — Кемпер-арена, Канзас-Сити
- 1987 — One Liberty Place, Филадельфия
- 1987 — Сити-спайр-центр, Нью-Йорк
- 1991 — Мессетурм, Франкфурт
- 2000 — Sony Center, Берлин
- 2003 — Post Tower, Бонн
- 2006 — Суварнабхуми (аэропорт), Бангкок
- 2011 — Библиотека Джо и Рика Мансуэто

## Работы Х. Яна

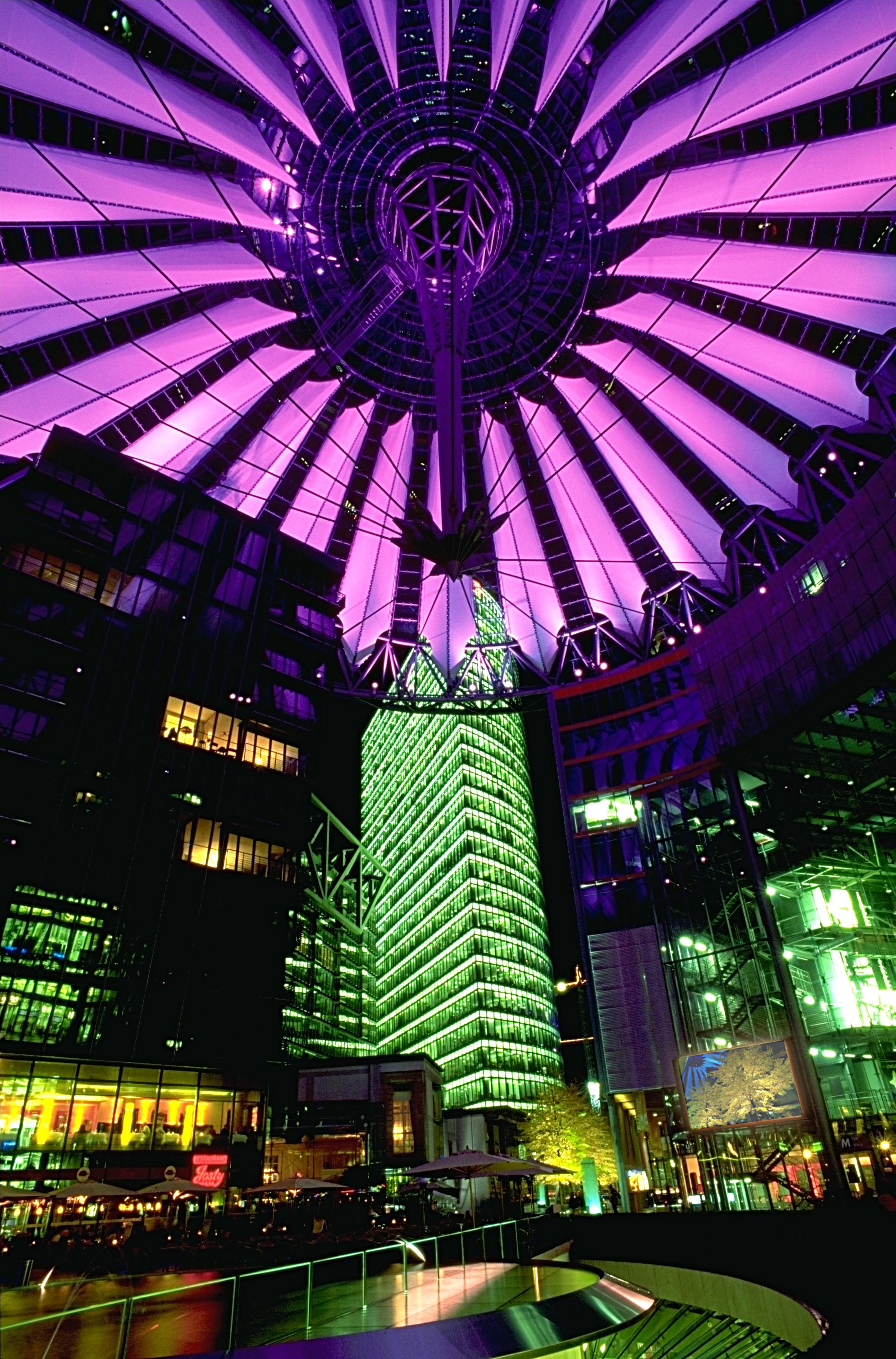
Sony Center
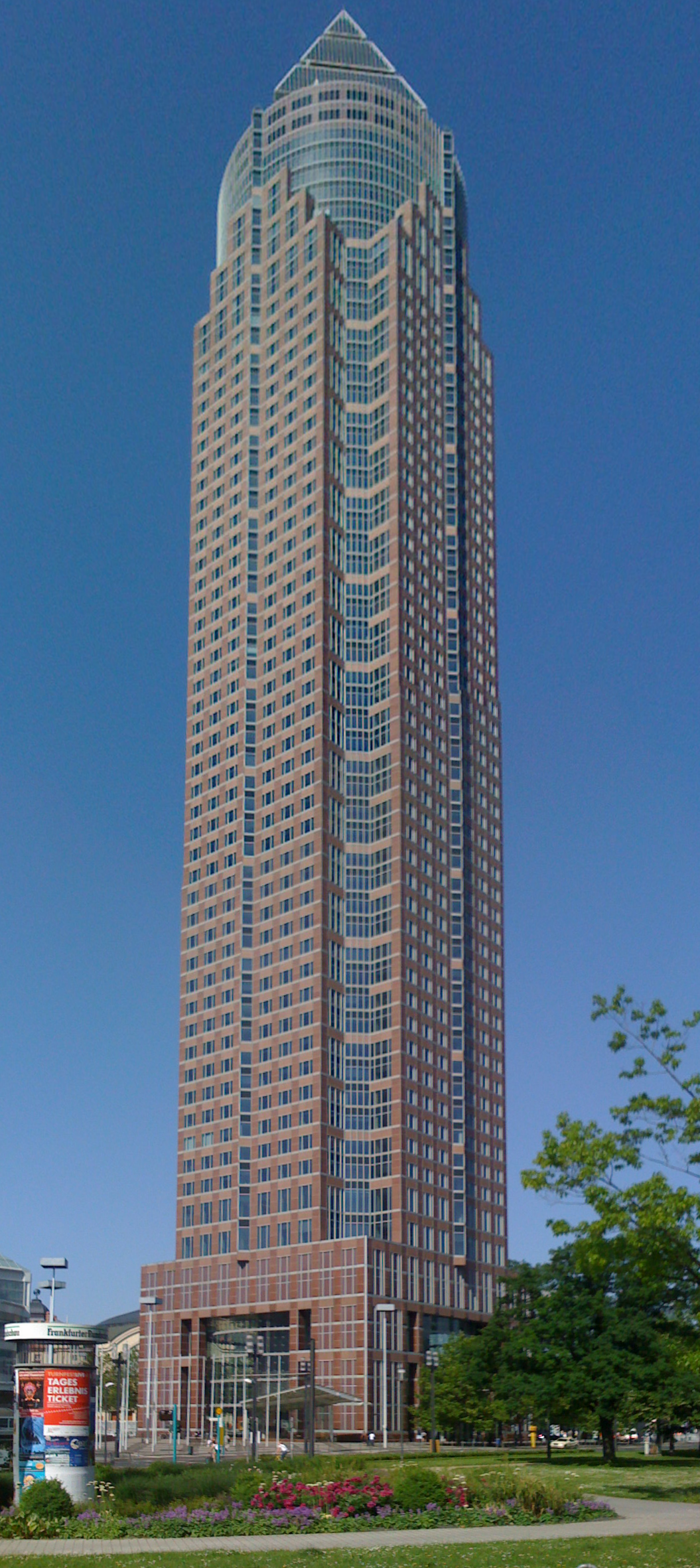
Мессетурм
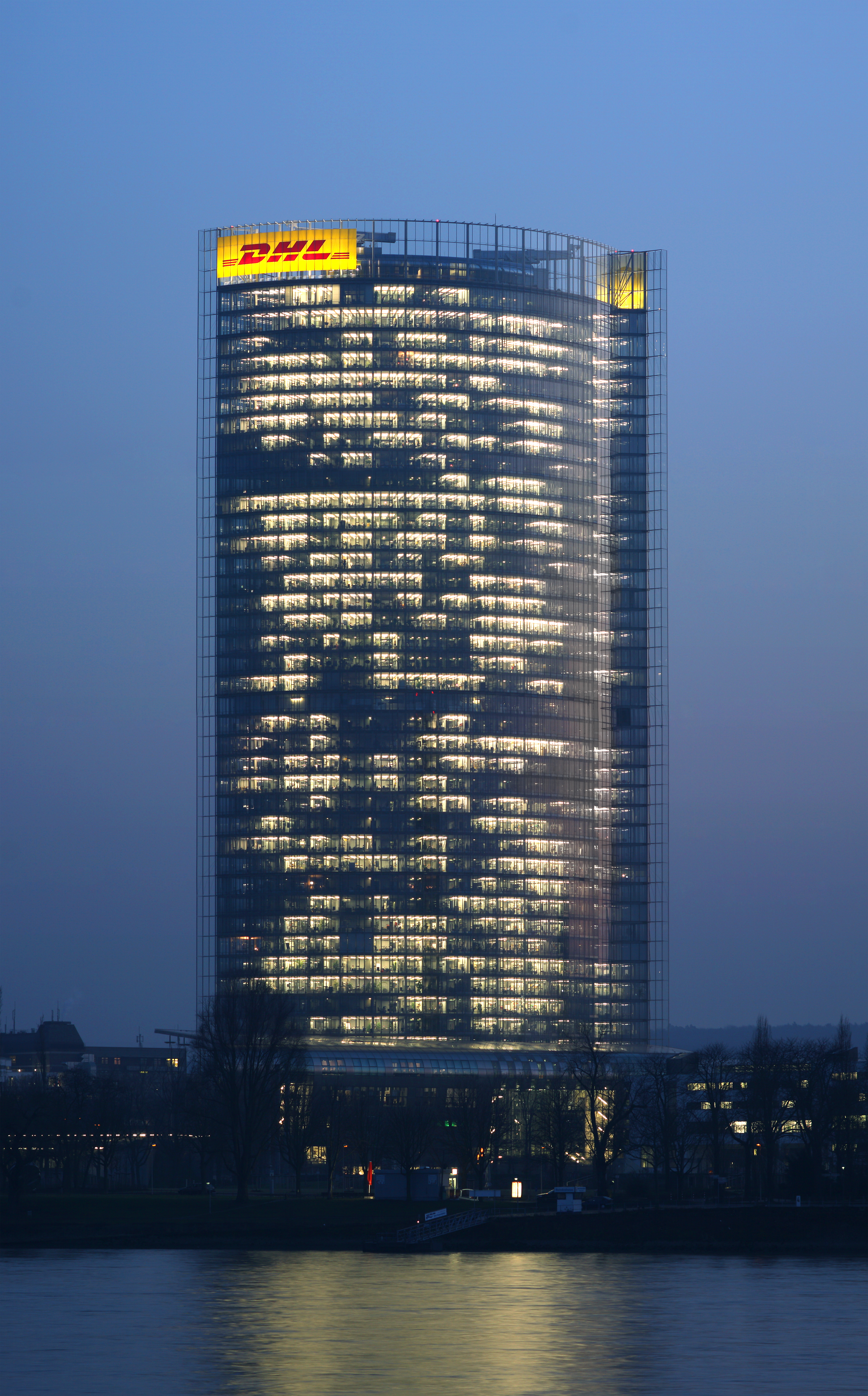
Post Tower Бонн
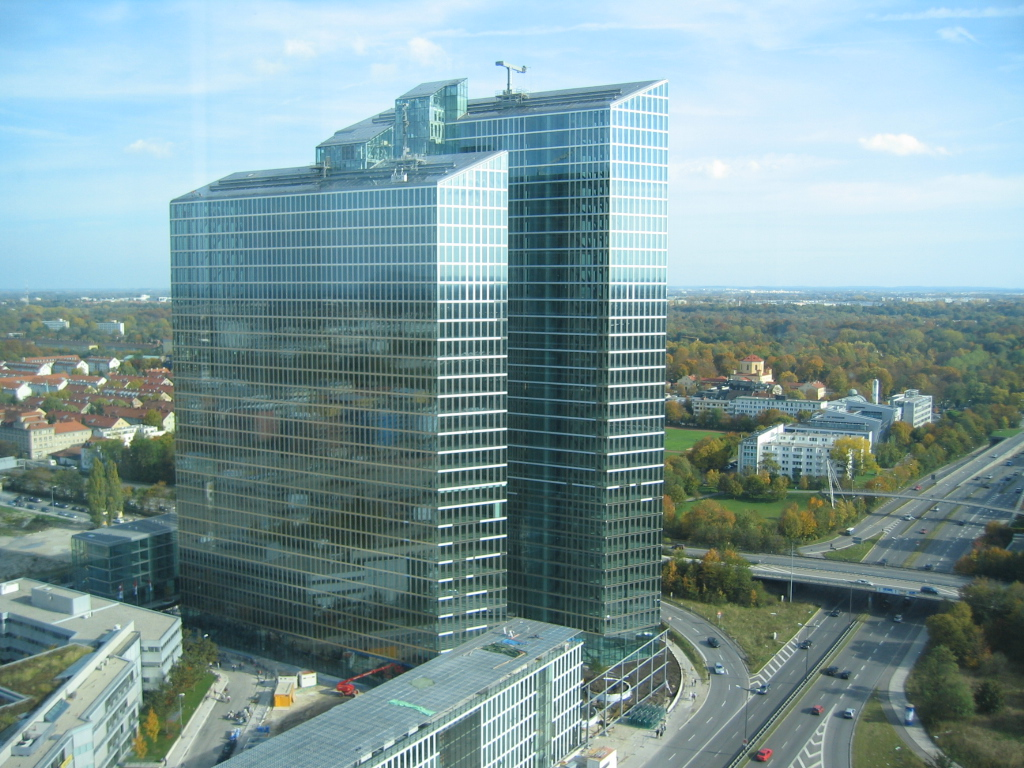
Highlight Towers в Мюнхене